# Catalina (série télévisée)
 (avril 2020).
Si vous disposez d'ouvrages ou d'articles de référence ou si vous connaissez des sites web de qualité traitant du thème abordé ici, merci de compléter l'article en donnant les références utiles à sa vérifiabilité et en les liant à la section « Notes et références ».
 (avril 2020).
- Si vous ne connaissez pas le sujet, laissez ce bandeau (vous pouvez alors contacter les auteurs).
- Si vous supprimez le contenu mis en cause (vous pouvez préalablement contacter les auteurs),

argumentez précisément cette suppression dans la page de discussion
(un manque de référence n'est pas un argument ; une recherche réelle de référence doit avoir été effectuée, être formellement documentée).
Catalina (Sin senos sí hay paraíso puis El final del paraíso en VO) est une telenovela américano-colombienne produite par Fox Telecolombia et Telemundo Global Studios pour Telemundo et Caracol Televisión. C'est une suite de la telenovela Sin senos no hay paraíso, créée par Gustavo Bolívar datant de 2008-2009.

## Diffusion
La première saison a été diffusée entre le 19 juillet 2016 et le 28 novembre 2016 sur Telemundo. La deuxième saison a été diffusée entre le 25 juillet 2017 et le 28 novembre 2017 sur Telemundo. La troisième saison a été diffusée entre le 12 juin 2018 et le 10 septembre 2018 sur Telemundo et la quatrième et dernière saison est diffusée entre le 13 août 2019 et le 9 décembre 2019 toujours sur Telemundo.
La première saison est diffusée sur le réseau Outre-Mer 1re ainsi que sur Novelas TV en 2018.La deuxième saison est diffusée sur le réseau La 1re en 2018 ainsi que sur Novelas TV  en 2020. La troisième saison est diffusée sur le réseau La 1re en 2019 ainsi que sur Novelas TV en 2020. Enfin, la quatrième et dernière saison est diffusée sur le réseau La 1re en 2020 ainsi que sur Novelas TV en 2021.
Cette série a été la plus vue de l'année 2016 en Colombie. Le 9 mai 2019, Telemundo annonce un nouveau titre El final del paraíso à partir de la quatrième saison Ce nouveau titre marque le début d'une nouvelle ère de la série. Le 21 novembre 2019, Telemundo annonce que El final del paraíso est l'ultime saison. Le dernier épisode, diffusé le 9 décembre 2019 sur Telemundo a fait l'objet d'une controverse de la part du public qui exprime sa déception sur la fin de la série[réf. nécessaire].

## Synopsis

### Saison 1 (2016)
L'histoire commence quand Hilda Santana, qui est enceinte, apprend la mort de sa fille Catalina La Grande qui a été assassinée, ce qui lui fait mettre au monde, avant la date prévue, sa deuxième fille, Catalina La Petite, alors que normalement c'est un garçon qui devait naître. Lorsque Catalina est née, son père, Albeiro Marín et sa mère, Hilda Santana, craignent que Catalina puisse finir comme sa pauvre sœur car de nombreuses jeunes femmes de leur quartier sont impliquées dans la prostitution et le crime organisé. Hilda et Albeiro décident alors de tout faire afin de protéger leur fille. Ils créent une ligne jaune en dehors de leur maison et interdisent à Catalina de franchir cette ligne jaune. Catalina obéit jusqu'à ce qu'elle tombe amoureuse d'un garçon nommé Hernán Darío Nacho. Après avoir vu Hernán Darío être attaqué par Yésica La Diablesse, elle franchit la ligne jaune pour défendre son amoureux. Sa mère et son père s'impliquent pour défendre leur fille et sont appréhendés par les gardes du corps. Yésica, qui les hait, les accuse à tort d'avoir volé ses bijoux. Les hommes de l'usine se rendent dans la maison de Doña Hilda pour les accuser d'un crime qui n'a pas été commis. La police, par ordre de Yésica, arrête alors Hernán Darío, Catalina, Doña Hilda et Albeiro et place chacun d'entre eux dans une prison différente. Catalina est envoyée dans un établissement pénitentiaire où elle est battue par les autres détenues et les gardiens et où elle manque de se noyer dans une machine à laver. Hernán Darío est battu et humilié lui aussi. Yésica et sa fille, Daniela, le forcent à travailler pour elles en le menaçant de faire du mal à sa mère. Albeiro, avec son camarade David, complote pour sortir de prison afin de s'échapper jusqu'à ce qu'Albeiro et sa famille se retrouvent relâchés en raison de l'enquête d'un journaliste autour de cette corruption abusive. Le journaliste Daniel Cerón aide Catalina et ses parents après leur libération, mais Hernán Darío, convaincu que Catalina est toujours en prison et en danger commence à travailler contre son gré pour la fille de Yésica, Daniela. Sous la menace continuelle de tuer sa mère, il se retrouve dans l'obligation de tuer le capitaine Pérez. Daniela, profondément obsédée par Hernán Darío et vicieusement jalouse de sa relation avec Catalina, tente continuellement de séduire Hernán qui essaie de résister alors qu'il est à son service sous sa coupe. Catalina souhaite tout mettre en œuvre pour se venger de Yésica et de sa fille pour tout le mal qu'elles ont infligé à elle et à sa famille, quitte à perdre son âme en chemin...

### Saison 2 (2017)
Il y a vingt ans, Catalina Santana ordonne à Pelambre d'assassiner Yésica Beltrán, mais malheureusement Catalina, qui se fait passer pour Yésica se fait tirer dessus à quatre reprises. Catalina, après avoir été abattue est admise à l'hôpital où elle rencontre Santiago Sanín, un médecin qui parvient à lui sauver la vie et qui tombe soudainement amoureux d'elle. Martín, un agent de la DEA, voyant que l’état de Catalina s’améliore miraculeusement décide de lui demander de témoigner contre certains narcos aux États-Unis, elle accepte la proposition et va aux États-Unis où elle se déclare contre certains trafiquants de drogue et accepte de travailler pour Martín dans la DEA comme agent infiltré sous le nom de Virginia Fernández. Après plusieurs mois, Catalina réussit à s'établir dans un autre pays et sous une autre identité, elle appelle Santiago et propose de le revoir, il accepte et c'est là que tous les deux commencent une relation et se marient ensuite. Cinq ans plus tard, Catalina et Santiago ont deux enfants, Mariana et Sebastián. Plus tard, Jota décide d'appeler Catalina pour demander de l'aide, puisque Yésica a fait souffrir énormément toute sa famille, Catalina décide alors de retourner en Colombie, après s'être faite passer pour morte pendant 20 ans. Lors de son retour plus qu’improbable, elle part à la recherche de Yésica dans une opération pour la capturer. Yésica est capturée, elle est emmenée dans une prison aux États-Unis, où elle reste pendant un certain temps, jusqu'à ce qu'un juge la déclare enfin coupable pour tous ces méfaits commis. Au cours de ce processus, Catalina doit se confronter à sa mère et son ancien petit ami, mais lors de ses retrouvailles avec sa mère Hilda, cette dernière s’évanouit, ce qui provoque un choc rigoureux et elle perd la mémoire. Yésica, après s'être échappée de la prison où elle était détenue, décide de retourner en Colombie pour se venger de la famille Marín Santana, avec l'aide de sa fille, Daniela. Catalina décide d'aller vivre en Colombie pour capturer Yésica La Diablesse, mais cette fois avec l'aide de sa famille et de sa sœur Catalina La Petite, qu'elle rencontre lors d'une situation de vie ou de mort. D'autre part, Catalina La Petite, décide d'enlever ses seins en silicone, et décide d'entrer dans le monde du concours de beauté pour pouvoir donner une leçon à Daniela, que le naturel peut l'emporter à la superficialité mais pendant toute la période de préparation et de formation, Daniela ne lui fait pas de cadeau. Non seulement, Daniela décide de la blesser au plus profond, mais sa nièce, Mariana, qui tombe amoureuse du petit ami de sa tante, décide de tout faire pour séparer Catalina La Petite et Hernán Darío. Pendant ce temps, Catalina La Grande, continue de chercher à capturer La Diablesse, mais maintenant son but est de capturer El Titi, qui devient l'un des narcos les plus puissants de Colombie, c'est ici que les problèmes commencent, Martín l'entraîne dans un terrible piège pour pouvoir rester avec elle par la force...

### Saison 3 (2018)
Le moment est venu de choisir la plus belle fille de la région. Le podium est devenu un champ de bataille. Le soutien de la famille Marín envers Catalina La Petite et Yésica Beltrán envers sa fille est immense puisqu'elle est prête à faire n'importe quoi pour voir sa fille, Daniela, couronnée reine de la région. Yésica, qui assiste à l'événement sous le déguisement de sa sœur, est entrée en contact avec les jurés et cherche à les soudoyer pour faire pencher leur vote en faveur de Daniela. Mais Catalina La Petite se distingue non seulement par sa beauté mais aussi par son intelligence. Le résultat de ce concours définira le cours de leur vie. La relation de Catalina La Petite et Hernán Darío est menacée par l'obsession de Mariana. Elle donnera naissance à une belle fille qu'elle décide d'appeler Catalina La Petite et continuera à prétendre qu'elle est la fille de Hernán Darío. Catalina La Moyenne doute de la paternité de Hernán Darío et fera tout ce qui est en son pouvoir pour déchiffrer l'identité du vrai père. Ce ne sera pas une bataille facile et Mariana fera tout son possible pour arracher l'amour de sa vie à Catalina La Moyenne. 
D'autre part, la terrible malédiction de la sorcière Abigail se matérialise. Catalina La Grande et ses amis savent que leurs filles sont en danger. Adriana, la fille de Vanessa est morte, tout comme Martina, la fille de Paola, et maintenant Catalina La Grande devra redoubler d'efforts pour prendre soin de Mariana, tandis que Ximena s'occupera des pas de sa fille, Valentina. Dans cette bataille contre le mal, ils auront beaucoup d'alliés, mais les ennemis ne manquent pas à l'appel avec le retour inattendu de Martín, qui est revenu se venger de Catalina La Grande pour l'avoir livré aux autorités et celle-ci sera très confuse dans ses sentiments pour Albeiro, Titi et Santiago…

### Saison 4 (2019)
Deux ans plus tard, Catalina La Grande assume ses nouvelles fonctions et les responsabilités qui en découlent en tant que toute nouvelle directrice de la DEA en Colombie, sa fille Mariana, Titi et Dayana se sont associées à Yésica Beltrán, sa pire ennemie, dont les ambitions dévastatrices reviennent avec une arme redoutable cette fois puisque La Diablesse a un nouveau visage grâce à une greffe totale et qu'elle a réussi à s'infiltrer au sein de l'organisation de la DEA en tant que garde du corps de Catalina précisément avec l'aide de La Main Noire. Sans le savoir, Catalina Santana travaille main dans la main avec Yésica Beltrán La Diablesse mais qui se présente sous une nouvelle identité, celle de Valeria Montes dans le but de la détruire lentement pour mettre fin à la rivalité grandissante qui existe entre elles depuis des décennies. 
Parallèlement, Catalina La Grande devra lutter contre le monde du trafic de drogue et contre un nouveau cartel de gangsters qui menacent d'inonder le pays avec une nouvelle drogue synthétique déclenchant une guerre entre le bien et le mal qui mettra à l'épreuve le monde de Catalina La Grande et tous ceux qui l'entourent de près ou de loin comme ses amies Paola et Vanessa qui sont recrutées à la DEA. De plus, Catalina La Grande l'ignore mais elle a été piégée par Zoraya Fuentes, devenue Ingrid Román en ce qui concerne son mari Santiago, qui se retrouve en prison injustement. Albeiro profite de cette situation pour la séduire de nouveau. En revanche, le calme arrive enfin pour Catalina La Moyenne et Hernán Darío, qui attendent leur premier enfant. Cependant, il est probable que ce bonheur soit de courte durée, étant donné que ses ennemis, en particulier Mariana ont maintenant plus de pouvoir que jamais...

## Distribution (rôles principaux)
- Carmen Villalobos : Catalina Santana de Barrera Catalina La Grande / Virginia Fernández de Sanín
- Catherine Siachoque : Hilda Santana Doña Hilda
- Fabián Ríos : Albeiro Marín
- Majida Issa : Yésica Beltrán de Manrique, dite Jessica La Diablesse #2 (saisons 1 à 3)
- Kimberly Reyes : Yésica Beltrán, dite Jessica La Diablesse (fin de la saison 3 et saison 4) #3 / Valeria Montes (fin de la saison 3 et saison 4)
- Carolina Gaitán : Catalina Marín Santana de Bayona Catalina La Petite puis Catalina La Moyenne
- Juan Pablo Urrego : Hernán Darío Bayona Nacho
- Johanna Fadul : Daniela Barrera Beltrán
- César Mora  : Marcial Barrera
- Roberto Manrique : Santiago Sanín
- Stephania Duque : Mariana Sanín Santana
- Juan Pablo Llano : Daniel Cerón Banegas
- Marilyn Patiño : Lucía Barrios
- Juan Sebastián Calero : Octavio Rangel #2
- Luigi Aycardi : Aníbal Manrique
- Francisco Bolívar : José Luis Vargas Jota
- Dagoberto Gama : Javier Hernández González Gato Gordo
- Gregorio Pernía : Aurelio Jaramillo El Titi
- Vicky Hernández : Aurora Banegas Cerón La Casica
- Juan Alfonso Baptista : Agent Martín Cruz
- Javier Jattin : Tony Campana

## Saisons
| Saisons | Épisodes | Épisodes | Début           | Fin               |
| ------- | -------- | -------- | --------------- | ----------------- |
| 1       | 322      | 90       | 19 juillet 2016 | 28 novembre 2016  |
| 2       | 322      | 87       | 25 juillet 2017 | 28 novembre 2017  |
| 3       | 322      | 63       | 12 juin 2018    | 10 septembre 2018 |
| 4       | 322      | 90       | 13 août 2019    | 9 décembre 2019   |

Logos de la série
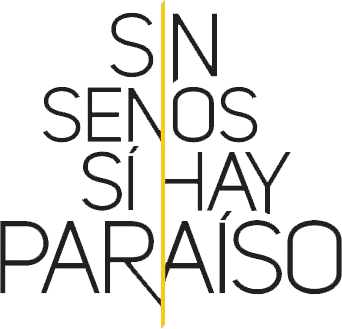
Logo original du titre de la série lors des trois premières saisons.
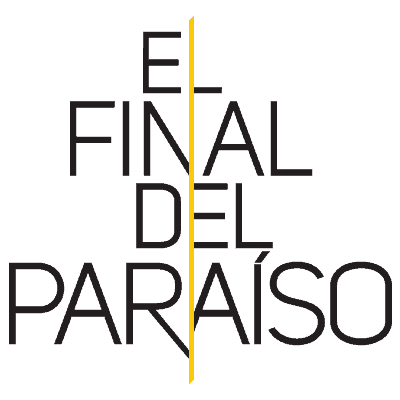
Logo original du nouveau titre de la série pour la quatrième et ultime saison.

## Production
La novela est basée sur le livre Sin senos sí hay paraíso écrit par Gustavo Bolívar, qui a écrit précédemment Sin senos no hay paraíso.

### Tournage
Le personnage de Yésica Beltrán été interprété par María Fernanda Yépes, mais cette dernière a refusé de continuer d'interpréter ce personnage par manque de temps et pour des raisons personnelles. Pour cela, ils ont décidé de changer la personnalité du personnage de Yésica avec l'actrice Majida Issa. Au départ de cette dernière au cours de la troisième saison, c'est Kimberly Reyes qui succède au rôle. Pour cela, La Diablesse change son visage après avoir été entièrement brûlé en se faisant une greffe et dissimule sa véritable identité en se faisant appeler Valeria Montes dans le but de piéger Catalina Santana et ses amis pour pouvoir se venger d'eux. Le personnage de Carmen Villalobos a été envisagé d'apparaître dans la novela lors de flashback. Pour le dernier épisode de la première saison de Sin senos sí hay paraíso, l'actrice semblait y être à nouveau, pour donner vie à Catalina Santana, présumée morte pendant 20 ans et donc de continuer en tant que protagoniste dans la deuxième saison de la série. Carolina Gaitán et Juan Pablo Urrego, les principaux protagonistes avaient déjà travaillé auparavant sur d'autres projets. Pour cette suite de Sin senos no hay paraíso, ils ont intégré plusieurs personnages de la première partie de l'histoire, tels que : Fabián Ríos, Catherine Siachoque, Francisco Bolívar, César Mora, Carolina Sepúlveda, Gregorio Pernía, María Alejandra Pinzón et José Omar Murillo.

## Musique
La première bande originale de la série, intitulée Sin senos sí hay paraíso a été publiée le 6 août 2016.
| 1.    | La Raya (Nicolás Tovar, Robert Taylor)                      | 3:19 |
| 2.    | Vendetta (Nicolás Tovar, Robert Taylor)                     | 3:12 |
| 3.    | Chica Mala (Dennis Fernando, Robert Taylor)                 | 3:26 |
| 4.    | Me Dicen Diabla (Fanny Lu)                                  | 4:05 |
| 5.    | Tu Amor Es Mi Piel (La India)                               | 4:12 |
| 6.    | Dos Soles (Robert Taylor, Nicolás Tovar)                    | 3:14 |
| 7.    | Sin Blin Blin No Hay Paraíso (Nicolás Tovar, Robert Taylor) | 3:07 |
| 8.    | El Gato Gordo (Nicolás Tovar)                               | 3:38 |
| 9.    | Ganó la Esperanza (Pipe Bueno)                              | 3:20 |
| 10.   | Muchachita Consentida (Nicolás Tovar)                       | 3:07 |
| 34:00 |                                                             |      |

## Nominations et récompenses
| Année | Prix                       | Catégorie                                              | Acteurs nommés                                      | Résultats              |
| ----- | -------------------------- | ------------------------------------------------------ | --------------------------------------------------- | ---------------------- |
| 2017  | Miami Life Awards          | Meilleur rôle féminin dans une telenovela              | Carolina Gaitán                                     | Gagnante               |
| 2017  | Miami Life Awards          | Meilleur rôle masculin dans une telenovela             | Fabián Ríos                                         | Gagnant                |
| 2017  | Miami Life Awards          | Meilleure actrice dans un second rôle                  | Johanna Fadul                                       | Nommée                 |
| 2017  | Miami Life Awards          | Meilleur acteur dans un second rôle                    | Juan Pablo Llano                                    | Gagnant                |
| 2017  | Miami Life Awards          | Meilleure Telenovela                                   | Sin senos sí hay paraíso                            | Nommée                 |
| 2017  | Your World Awards          | Série favorite                                         | Sin senos sí hay paraíso                            | Nommée                 |
| 2017  | Your World Awards          | Acteur principal préféré                               | Fabián Ríos                                         | Nommé                  |
| 2017  | Your World Awards          | Actrice principale préférée                            | Carolina Gaitán                                     | Nommée                 |
| 2017  | Your World Awards          | Actrice principale préférée                            | Catherine Siachoque                                 | Nommée                 |
| 2017  | Your World Awards          | La meilleure mauvaise fille                            | Majida Issa                                         | Gagnante               |
| 2017  | Your World Awards          | Acteur préféré                                         | Juan Pablo Urrego                                   | Gagnant                |
| 2017  | Your World Awards          | Actrice préférée                                       | Catherine Siachoque                                 | Nommée                 |
| 2017  | Your World Awards          | Le couple parfait                                      | Juan Pablo Urrego et Carolina Gaitán                | Nommée                 |
| 2017  | Your World Awards          | I'm Sexy and I know it                                 | Carmen Villalobos                                   | Gagnante               |
| 2017  | Your World Awards          | I'm Sexy and I know it                                 | Juan Pablo Llano                                    | Nommé                  |
| 2017  | Your World Awards          | I'm Sexy and I know it                                 | Majida Issa                                         | Nommée                 |
| 2017  | Your World Awards          | Le meilleur acteur avec la malchance                   | Carolina Gaitán                                     | Gagnante               |
| 2017  | TVyNovelas Awards Colombia | Série favorite                                         | Sin senos sí hay paraíso                            | Nommée                 |
| 2017  | TVyNovelas Awards Colombia | Meilleure femme protagoniste préférée dans une série   | Carolina Gaitán                                     | Nommée                 |
| 2017  | TVyNovelas Awards Colombia | Meilleure femme vilaine préférée dans une série        | Johana Fadul                                        | Nommée                 |
| 2017  | TVyNovelas Awards Colombia | Meilleure femme vilaine préférée dans une série        | Majida Issa                                         | Nommée                 |
| 2017  | TVyNovelas Awards Colombia | Meilleure actrice soutenue préférée dans une série     | Catherine Siachoque                                 | Nommée                 |
| 2017  | TVyNovelas Awards Colombia | Meilleur acteur soutenu préféré dans une série         | Fabián Ríos                                         | Nommé                  |
| 2017  | TVyNovelas Awards Colombia | Favorite écriture                                      | Gustavo Bolívar                                     | Nommé                  |
| 2017  | Produ Awards               | Meilleure écriture, meilleure série                    | Gustavo Bolívar                                     | Gagnant                |
| 2017  | Produ Awards               | Telenovela de l'année                                  | Sin senos sí hay paraíso                            | Nommée                 |
| 2018  | TVyNovelas Awards Colombia | Série favorite                                         | Sin senos sí hay paraíso                            | Gagnante               |
| 2018  | TVyNovelas Awards Colombia | Meilleure femme protagoniste préférée dans une série   | Carolina Gaitán Carmen Villalobos                   | Nommée Gagnante        |
| 2018  | TVyNovelas Awards Colombia | Meilleur homme protagoniste préféré dans une série     | Fabián Ríos Juan Pablo Urrego                       | Gagnant Nommé          |
| 2018  | TVyNovelas Awards Colombia | Meilleure actrice de soutien préférée dans une série   | Catherine Siachoque                                 | Gagnante               |
| 2018  | TVyNovelas Awards Colombia | Meilleur acteur de soutien préféré dans une série      | Juan Pablo Llano Francisco Bolívar Roberto Manrique | Nommé Nommé Gagnant    |
| 2018  | TVyNovelas Awards Colombia | Acteur ou actrice révélation de l'année dans une série | Stephanía Duque Esteban Díaz                        | Gagnante Nommé         |
| 2018  | TVyNovelas Awards Colombia | Meilleure actrice antagoniste préférée dans une série  | Johanna Fadul Elianis Garrido Majida Issa           | Nommée Nommée Gagnante |
| 2018  | TVyNovelas Awards Colombia | Meilleur acteur antagoniste préféré dans une série     | Gregorio Pernía Juan Alfonso Baptista               | Gagnant Nommé          |
| 2018  | TVyNovelas Awards Colombia | Meilleur direction dans une série                      | Herney Luna et Edgar Bejarano                       | Gagnants               |
| 2018  | TVyNovelas Awards Colombia | Meilleur écrivain dans une série                       | Gustavo Bolívar                                     | Gagnant                |
| 2018  | TVyNovelas Awards Colombia | Thème musical préféré dans une série                   | Estar contigo                                       | Gagnant                |

## Autres versions
- Sin tetas no hay paraíso (2006)
- Sin senos no hay paraíso (2008-2009)
- Without Breasts There Is No Paradise (2010)